# Peter Glotz
Pour les articles homonymes, voir Glotz.
Peter Glotz (né le 6 mars 1939 à Egra (Reich allemand) et décédé le 25 août 2005 à Zurich en Suisse), était un homme politique allemand du SPD, universitaire et économiste des médias.

## Biographie
Lors de la réunification, il est intervenu dans le Monde en exprimant ses craintes d'un renforcement de l'extrême-droite, si le processus était contrecarré :

" L'empêchement de la réunification des deux États allemands de l'extérieur donnerait un élan à une nouvelle droite nationaliste."
Outre ses nombreux mandats de parlementaire (voir ci-dessous), il a été secrétaire d'état auprès du Ministère fédéral de l'Éducation et la Recherche Scientifique de 1974 à 1977, et secrétaire général du SPD de 1981 à 1987.
Il a été jusqu'en 2003 l'un des 105 membres de la Convention sur l'avenir de l'Europe chargée de rédiger le Traité établissant une Constitution pour l'Europe, représentant le gouvernement allemand.